# 鄧勵豪

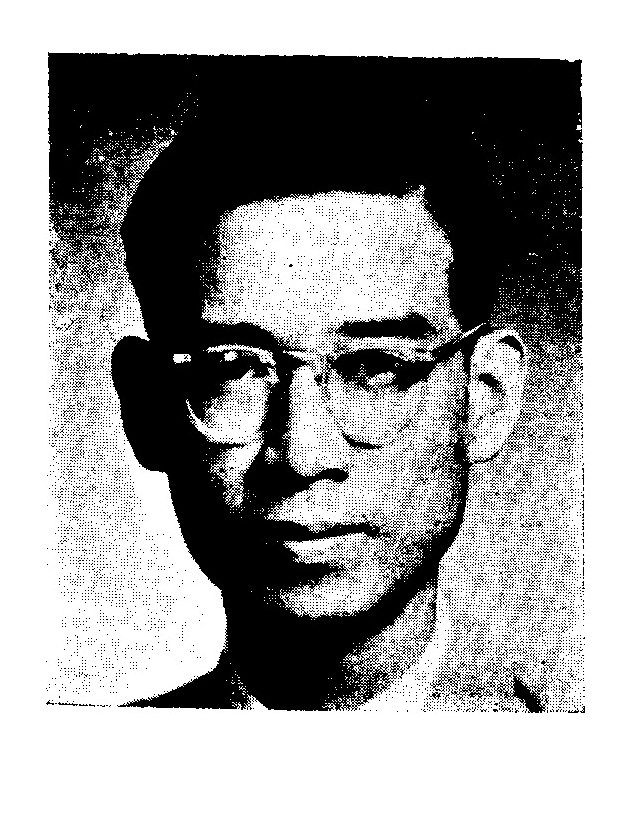
鄧勵豪近照

鄧勵豪（1911年—2011年11月6日），山西省懷仁縣人，第1屆中華民國立法委員。

## 生平
鄧勵豪畢業於國立山西大學。曾經擔任《太原民報》總編輯、第二戰區司令部秘書、山西省臨時參議會秘書長、《太原復興日報》社論委員、山西省參議會秘書長等職務。1948年獲選為立法委員，1949年前往臺灣繼續擔任立法委員至1992年，並且曾經擔任國家統一促進會委員。
鄧勵豪於2011年逝世，總統明令褒揚。
總統令 

立法院前立法委員鄧勵豪，槃才達識，耿介端方。少歲失怙困頓，矢志淬勉向學，卒業國立山西大學文學院，英姿勃發，早擅高華。歷任週報主編、太原民報總編輯、第二戰區司令長官司令部秘書、中央憲兵學校山西分校政治部主任暨山西省參議會秘書長等職，潛心新聞事務，直聲品評時政；迭辦基層組織會議，強化思想教育信念，諍言建白，敬業不遷；勤攄獻替，參佐樞要。抗日期間，奮身死守黃河東隅，確保陪都重慶安全，四郊多壘，抒忠赴義；貞固悃誠，板蕩堅毅。來臺後，於第一屆立法委員任內，殫精地政、外交委員會，眷懷國際外交情勢發展，力促土地政策依序實施，讜論翕然，遠猷周至；洞中肯綮，通觀全局。復膺聘國家統一促進會委員，老驥伏櫪，意在金甌。綜其生平，組訓教戰，作禦敵戡亂之前驅；懋業嘉猷，作保國利民之先軫，前緒遺風，矩範昭垂。遽聞期頤殂謝，悼惜彌深，應予明令褒揚，用示政府篤念耆賢之至意。

## 著作
- 《困勉人生》，鄧勵豪、傅晉媛，七海印刷，1995年。

## 外部連結
- 立法院國會圖書館介紹
- 中華民國總統府鄧勵豪褒揚令 （页面存档备份，存于）